# Zreče
Zreče este o localitate din comuna Zreče, Slovenia, cu o populație de 2.895 de locuitori.